# Nostoc pruniforme
Nostoc pruniforme (носток пруниформе) је врста модрозелених бактерија (алги). Припада роду Nostoc (носток). Ово су прокариотски организми који се налазе на трихалном ступњу организације. Ћелије у кончастим телима међусобно комуницирају преко плазмодезми. Образују крупне, лоптасте колоније које могу бити величине од 1 до 8 cm. Најчешће се налази у води. При повољним условима врло добро се размножава тако да се на 1 m² дна може наћи и до 500 лоптастих колонија. Споља имају густ галаретни омотач (слузав), а у унутрашњости је омотач ређи и ту се налазе испреплетани конци алги. Кончасто тело је неразгранато. Размножавају се хормогонијама.